# Abu Muhammed al-Maqdisi
Abu Mohammed Asem al-Maqdisi (Arabisch: أبو محمد عصام المقدسي), vaak verkort tot Abu Mohammed al-Maqdisi (أبو محمد المقدسي), pseudoniem van Isam Mohammed Tahir al-Barqawi (عصام محمد طاهر البرقاوي) (Nablus, 1959), is een Jordaans-Palestijnse islamitische ideoloog en schrijver over de jihad. Hij is vooral bekend als de geestelijke mentor van de oorspronkelijke leider van Al Qaida in Irak; de Jordaanse terrorist Abu Musab al-Zarqawi. Zijn werk wordt echter een grotere invloed toegedicht; volgens een onderzoek uit november 2006 van de Amerikaanse academie West Point is Maqdisi "de invloedrijkste levende theoreticus van de jihad" en is hij de "belangrijkste hedendaagse ideoloog in het intellectuele universum van de jihad". Zijn Tawhed-website, die jihad-aanslagen verheerlijkt, werd door de onderzoekers beschreven als "de belangrijkste bibliotheek van al-Qaida".

## Leven
Maqdisi werd geboren op de Westelijke Jordaanoever. Toen hij nog erg jong was, verhuisde zijn familie naar Koeweit. Later studeerde hij aan de Iraakse Universiteit van Mosoel. In die tijd ontwikkelde hij zijn islamistische wereldvisies. Hij reisde door Koeweit en Saoedi-Arabië om daar verschillende islamitische geleerden en sjeiks te bezoeken. Langzamerhand begon hij echter de visie te ontwikkelen dat de werkelijke stand van zaken in de islamitische wereld hen niet interesseerde. Hij begon daarop de werken van sjeik al-Islam ibn Tajmijja en imam ibn Qajjim (Al-Jawzijja) te bestuderen en tijdens zijn verblijf in Medina de werken van imam ibn Abdul-Wahhab te bestuderen. Deze werken hadden een grote invloed op zijn denken.
Maqdisi reisde later naar Pakistan en Afghanistan om er vele jihad-groepen te ontmoeten. Hij trad ook in contact met leden van de Takfir wal Hijra en schreef een boek waarin hij hun extreme ideeën weerlegde. In 1992 keerde hij terug naar Jordanië, waar hij de Jordaanse regering en de menselijke wetgeving die er werd toegepast aan de kaak begon te stellen. Door zijn uitspraken verkreeg hij veel aanhang, waardoor de regering hem ook in het vizier kreeg en hij vervolgens werd gearresteerd en gevangen werd gezet. Van 1995 tot 1999 leerde hij al-Zarqawi kennen in de gevangenis. Maqdisi had op zijn beurt een grote invloed op al-Zarqawi bij het vormen van zijn islamistische ideologie. Ze werden later beiden vrijgelaten, waarop al-Zarqawi naar Afghanistan vertrok. Maqdisi bleef echter in Jordanië, alwaar hij later opnieuw werd gearresteerd en werd veroordeeld op basis van aanklachten van terrorisme en het plannen van samenzweringen om Amerikaanse doelen aan te vallen in Jordanië. In juli 2005 werd hij opnieuw vrijgelaten, maar na een interview met Al Jazeera weer gevangengezet.
- Bibliothèque nationale de France: cb16688103x (data)
- Gemeinsame Normdatei: 1020899026
- International Standard Name Identifier: 0000 0001 1357 8870
- Library of Congress Control Number: nb2011002060
- Nationale Bibliotheek van Tsjechië: jx20130122007
- Nationale bibliotheek van Australië: 50717499
- Nationale Bibliotheek van Israël: 987007496222405171
- Nederlandse Thesaurus van Auteursnamen: 329929038
- Système universitaire de documentation: 196573548
- Trove: 1523650
- Virtual International Authority File: 165944545
- WorldCat: E39PBJppGwhW8vWD3rbBbb9v73